# Soa Island (ö i Storbritannien, lat 56,52, long -6,75)
Soa Island är en ö i Storbritannien.   Den ligger i kommunen Argyll and Bute och riksdelen Skottland, i den nordvästra delen av landet, 700 km nordväst om huvudstaden London.